# Североамериканское чемпионство NXT
Эта статья о современном Североамериканском чемпионате в WWE, на бренде NXT. Историю упразднённого чемпионата Северной Америки в тяжёлом весе в WWF (1979—1981) годов см. Чемпион Северной Америки WWF в тяжёлом весе.
Североамериканское чемпионство NXT (англ. NXT North American Championship) — это титул чемпиона, созданный и продвигаемый американским рестлинг-промоушном WWE на бренде NXT. Титул был представлен 7 марта 2018 года. Первым чемпионом стал Адам Коул победивший в шестистороннем матче с лестницами.
Чемпионат отличается от ранее существовавшего чемпионата Северной Америки WWF в тяжёлом весе который оспаривался с 1979—1981 годы, — у них схожее название, но история титула начата заново.

## История создания

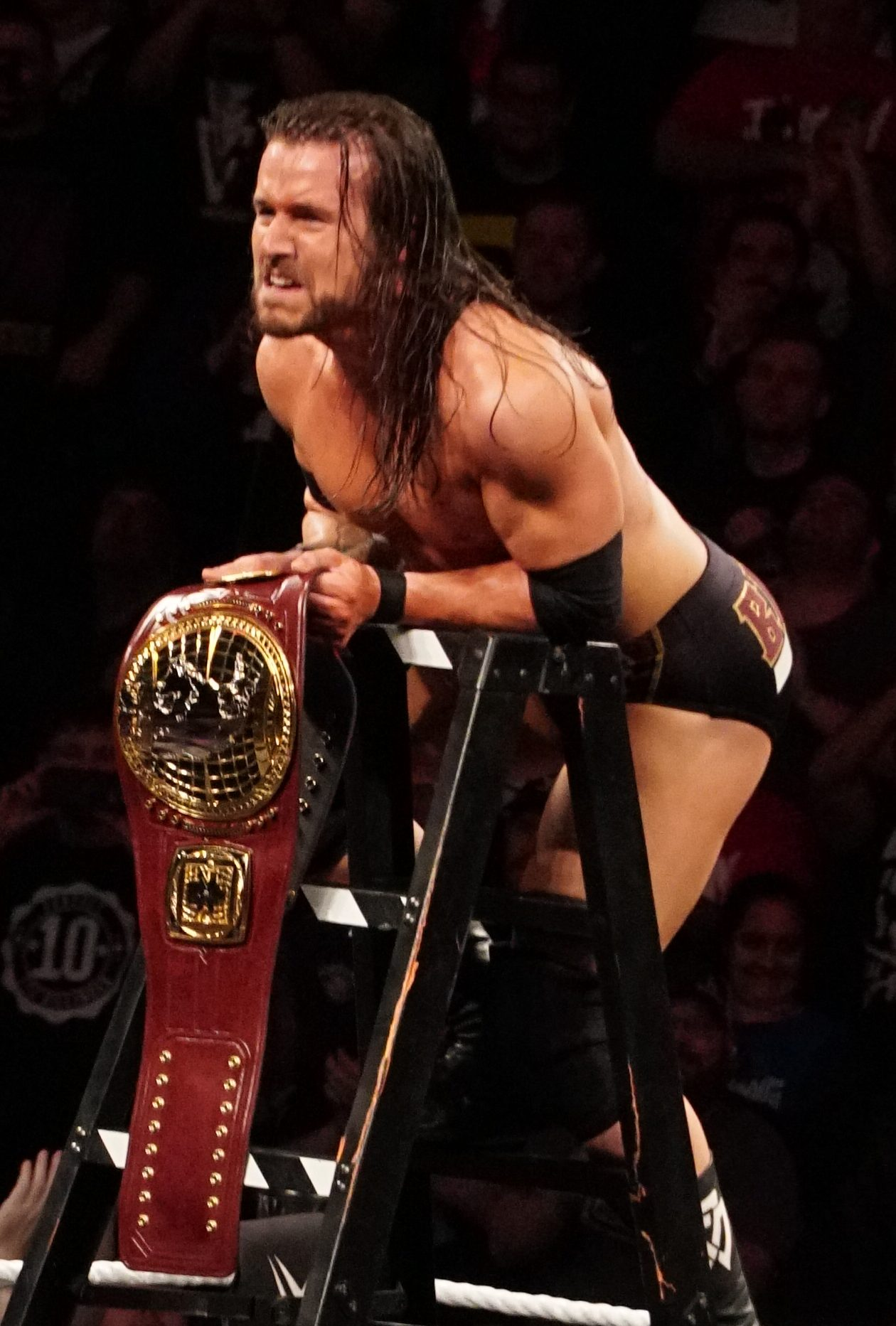
Первый чемпион — Адам Коул

Чемпионат был впервые представлен 7 марта 2018 года, в новостных лентах NXT. Тогда генеральный менеджер NXT Уильям Ригал объявил о лестничном матче на NXT TakeOver: Новый Орлеан, чтобы определить первого чемпиона. Позже в качестве участников матча были объявлены EC3, Киллиан Дайн, Адам Коул, Рикошет, Ларс Салливан и Вельветин Дрим. Победителем матча стал Адам Коул. Матч позже получил рейтинг 5 звёзд, от Дейва Мельтцера.

### Дизайн пояса
Дизайн пояса был представлен Главным операционным директором (CEO) Triple H 3 апреля 2018 года. Благодаря трем золотым пластинам на толстом коричневом кожаном ремне, круглая центральная пластина имеет форму глобуса, которая показывает только континент Северной Америки. Надпись над земным шаром читается как Северная Америка (англ. North American), а над ней логотип NXT. Нижняя надпись в нижней части земного шара читается как Чемпион (англ. Champion). На двух боковых панелях есть съемные центральные секции, которые изменяются на логотип чемпиона. Боковые пластины по умолчанию имеют вертикальный логотип NXT. Титул является второстепенным для бренда NXT.

## Турнирные таблицы

### Турнирная таблица прорыв 2021
12 октября 2021 года победитель турнира Кармело Хейс бросил вызов Исайя «Сверв» Скотту за титул североамериканского чемпиона.
Турнир NXT прорыв — второй турнир, в котором приняли участие восьми новичков WWE Performance Center, которые дебютировали на телевизионном шоу NXT 2.0. Турнир начался 13 июля 2021 года.
|  | Первый раунд NXT 13/20/27 июля, 3 августа 2021 года | Первый раунд NXT 13/20/27 июля, 3 августа 2021 года | Первый раунд NXT 13/20/27 июля, 3 августа 2021 года |                    |                           | Полуфиналы NXT 10/17 августа 2021 года | Полуфиналы NXT 10/17 августа 2021 года | Полуфиналы NXT 10/17 августа 2021 года |  |                           | Финал NXT 24 августа 2021 года | Финал NXT 24 августа 2021 года | Финал NXT 24 августа 2021 года |
|  |                                                     |                                                     |                                                     |                    |                           |                                        |                                        |                                        |  |                           |                                |                                |                                |
|  | Австралия                                           | Герцог Хадсон                                       | Проходит в полуфинал                                |                    |                           |                                        |                                        |                                        |  |                           |                                |                                |                                |
|  | Япония                                              | Икемен Дзиро                                        | Удержание 13.07.21                                  |                    |                           |                                        |                                        |                                        |  |                           |                                |                                |                                |
|  | Япония                                              | Икемен Дзиро                                        | Удержание 13.07.21                                  |                    | Австралия                 | Герцог Хадсон                          | Удержание 17.08.21                     |                                        |  |                           |                                |                                |                                |
|  |                                                     |                                                     |                                                     |                    | Австралия                 | Герцог Хадсон                          | Удержание 17.08.21                     |                                        |  |                           |                                |                                |                                |
|  |                                                     | Соединённые Штаты Америки                           | Кармело Хейс                                        | Проходит в финал   |                           |                                        |                                        |                                        |  |                           |                                |                                |                                |
|  | Соединённые Штаты Америки                           | Соединённые Штаты Америки                           | Кармело Хейс                                        | Проходит в финал   | Кармело Хейс              | Проходит в полуфинал                   |                                        |                                        |  |                           |                                |                                |                                |
|  | Соединённые Штаты Америки                           |                                                     |                                                     |                    | Кармело Хейс              | Проходит в полуфинал                   |                                        |                                        |  |                           |                                |                                |                                |
|  | Соединённые Штаты Америки                           | Джош Бриггс                                         | Удержание 27.07.21                                  |                    |                           |                                        |                                        |                                        |  |                           |                                |                                |                                |
|  | Соединённые Штаты Америки                           | Джош Бриггс                                         | Удержание 27.07.21                                  |                    |                           |                                        |                                        |                                        |  | Соединённые Штаты Америки | Кармело Хейс                   | Победитель                     |                                |
|  |                                                     |                                                     |                                                     |                    |                           |                                        |                                        |                                        |  | Соединённые Штаты Америки | Кармело Хейс                   | Победитель                     |                                |
|  |                                                     | Соединённые Штаты Америки                           | Одиссей Джонс                                       | Удержание 24.08.21 |                           |                                        |                                        |                                        |  |                           |                                |                                |                                |
|  | Соединённые Штаты Америки                           | Соединённые Штаты Америки                           | Одиссей Джонс                                       | Удержание 24.08.21 | Андре Чейз                | Удержание 20.07.21                     |                                        |                                        |  |                           |                                |                                |                                |
|  | Соединённые Штаты Америки                           |                                                     |                                                     |                    | Андре Чейз                | Удержание 20.07.21                     |                                        |                                        |  |                           |                                |                                |                                |
|  | Соединённые Штаты Америки                           | Одиссей Джонс                                       | Проходит в полуфинал                                |                    |                           |                                        |                                        |                                        |  |                           |                                |                                |                                |
|  | Соединённые Штаты Америки                           | Одиссей Джонс                                       | Проходит в полуфинал                                |                    | Соединённые Штаты Америки | Одиссей Джонс                          | Проходит в финал                       |                                        |  |                           |                                |                                |                                |
|  |                                                     |                                                     |                                                     |                    | Соединённые Штаты Америки | Одиссей Джонс                          | Проходит в финал                       |                                        |  |                           |                                |                                |                                |
|  |                                                     | Соединённые Штаты Америки                           | Трей Бакстер                                        | Удержание 10.08.21 |                           |                                        |                                        |                                        |  |                           |                                |                                |                                |
|  | Соединённые Штаты Америки                           | Соединённые Штаты Америки                           | Трей Бакстер                                        | Удержание 10.08.21 | Джо Гейси                 | Удержание 03.08.21                     |                                        |                                        |  |                           |                                |                                |                                |
|  | Соединённые Штаты Америки                           |                                                     |                                                     |                    | Джо Гейси                 | Удержание 03.08.21                     |                                        |                                        |  |                           |                                |                                |                                |
|  | Соединённые Штаты Америки                           | Трей Бакстер                                        | Проходит в полуфинал                                |                    |                           |                                        |                                        |                                        |  |                           |                                |                                |                                |

## Статистика
| Рекорд                        | Обладатель     | Значение | Примечания |
| ----------------------------- | -------------- | -------- | --- |
| Наибольшее количество титулов | Джонни Гаргано | 3 раза   | На сегодняшний день только Джонни Гаргано владел титулом более одного раза. |
| Самое длительное чемпионство  | Вельветин Дрим | 231 день | 209 дней, как признают в WWE, 231 день с момента завоевания и до проигрыша в дни записей шоу. Разница обусловленная тем, что запись матча и эфир были в разные дни. |
| Самое короткое чемпионство    | Трик Уилльямс  | 3 дня    | 25 дня, как признают в WWE, 4 дня с момента завоевания и до проигрыша. Разница обусловленная тем, что запись матча и эфир были в разные дни. Второе чемпионство Гаргано длилось 14 дней и так как первое WWE учитывают в 25 дней, то в официальной статистики самый короткий тайтрейн в 14 дней |
| Самый возрастной чемпион      | Дамиан Прист   | 37 года  | Титул завоевал на NXT TakeOver: XXX, победив в пятистороннем матче с лестницами. |
| Самый молодой чемпион         | Вельветин Дрим | 23 года  | У него так же самое длинное комбинированное чемпионство, продолжительность которого равняется его единственному тайтрейну. |
| Самый тяжёлый чемпион         | Бронсон Рид    | 150 кг   | Завоевал титул в матче в стальной клетке. |
| Самый лёгкий чемпион          | Леон Рафф      | 68 кг    | Выиграл титул у Джонни Гаргано, ему же его и проиграл. |

## Действующий чемпион
На 26 июля 2025 года действующий чемпион — Доминик Мистерио который держит титул Североамериканского чемпиона в первый раз.